# Donny Schmit
Donny Schmit   (Minneapolis, 17 de gener de 1967 - Coon Rapids, 19 de gener de 1996) fou un pilot de motocròs estatunidenc, dues vegades Campió del Món. Amb les seves 15 victòries establí el rècord de victòries en Gran Premi d'un pilot nord-americà.
Schmit es va morir a 29 anys d'anèmia aplàstica, després que la seva dona, Carrie, el portés d'urgència a l'hospital amb un fort mal de cap. Havia estat esperant debades un trasplantament de medul·la òssia.

## Trajectòria esportiva
Schmit debutà ben jove en competició amb una Honda XR75 que li havia comprat son pare. Després va signar com a amateur amb l'equip Green de Kawasaki. El 1986 esdevingué professional, guanyant dues curses i el títol del Campionat AMA de supercross 125 cc de la regió oest a la seva primera temporada al pro tour.
El 1987, Schmit signà amb Suzuki, guanyant dues curses del Campionat AMA de motocròs de 125cc; a Anderson (Carolina del Sud) i a Millville, el circuit que més coneixia en ser proper a casa seva, acabant la temporada en cinquena posició final. El 1988 disputà el campionat AMA de Supercross en la cilindrada de 250cc, però es lesionà i decidí seguir només amb el motocròs outdoor (clàssic), aconseguint acabar-hi set curses al podi en 125cc, incloent-hi una victòria a Millville, i acabà subcampió rere George Holland. Això li valgué ésser nominat Rookie of the Year per l'AMA.
Després de 1988, abandonà Suzuki i competí al campionat AMA com a pilot privat. Acabà la temporada de 1989 en quart lloc final al campionat AMA 125cc, essent-hi el millor pilot privat. A final de temporada, el Team Bieffe Suzuki li oferí de patrocinar-lo al proper Campionat del Món. Schmit acceptà i obtingué un èxit immediat, guanyant el títol mundial en 125cc de 1990. El 1991 patí una lesió al GP d'Hongria que li impedí de completar la temporada. El 1992, pilotant per a l'equip Chesterfield Yamaha, guanyà el seu segon títol, aquest cop en 250 cc, amb cinc victòries en gran Premi. Continuà a l'equip Chesterfield Yamaha dues temporades, acabant tercer el 1993 i setè el 1994. A finals d'aquella temporada, decidí de retirar-se de la competició professional.
El 1995, Schmit tornà al campionat AMA a Millville, acabant-hi quart amb una Honda. També guanyà el Campionat de motocròs de quatre temps amb una CCM a San Bernardino, Califòrnia.

## Palmarès

### Al campionat del món de motocròs
| Any          | Motocicleta  | 250cc      | 125cc |
| ------------ | ------------ | ---------- | ----- |
| 1990         | Suzuki       | -          | 1r    |
| 1991         | Suzuki       | -          | 8è    |
| 1992         | Yamaha       | 1r         | -     |
| 1993         | Yamaha       | 3r         | -     |
| 1994         | Yamaha       | 7è         | -     |
| Total títols | Total títols | 1          | 1     |
|              |              | 2 mundials |       |

### Altres
- 1 Campionat AMA de supercross 125cc West (1986)
- 1 Campionat del món de motocròs de 4T (1995)